# 马希伊
马希伊（法語：Machilly，法語發音：[maʃiji]）是法国上萨瓦省的一个市镇，属于圣于连昂热讷瓦区。

## 地理
马希伊（46°15'6"N, 6°19'53"E）面积5.76 平方千米，位于法国奥弗涅-罗讷-阿尔卑斯大区上萨瓦省，该省份为法国东部省份，历史上为薩伏依的一部分，北与瑞士接壤，西接安省，南至萨瓦省，东与瑞士和意大利接壤。
与马希伊接壤的市镇（或旧市镇、城区）包括：邦斯昂沙布莱、卢瓦桑、圣塞尔格、韦日-丰斯内。

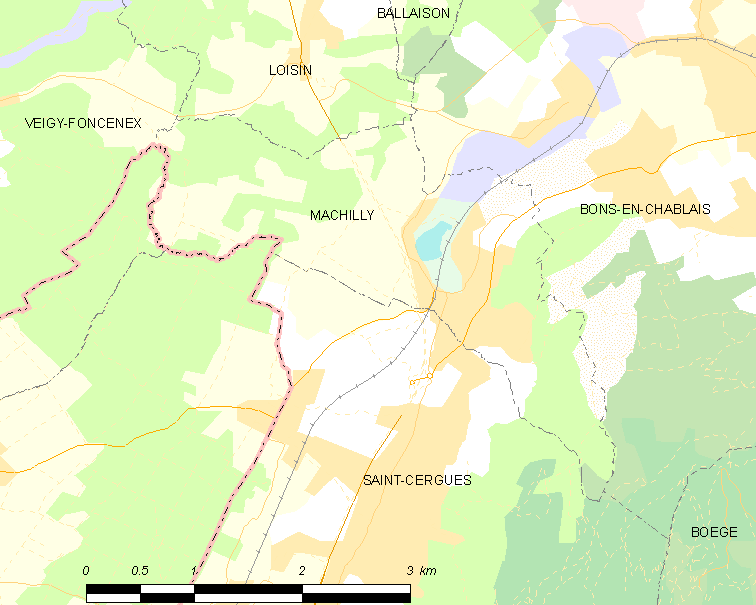
马希伊的OSM定位图

马希伊的时区为UTC+01:00、UTC+02:00（夏令时）。

## 行政
马希伊的邮政编码为74140，INSEE市镇编码为74158。

## 政治
马希伊所属的省级选区为加亚尔县。

## 人口

1962-2008年间马希伊人口变化图示

马希伊于2022年1月1日时的人口数量为1139人。